# 벌집감자
벌집감자(영어: waffle fries)는 벌집 모양 감자 튀김이다.

## 사진

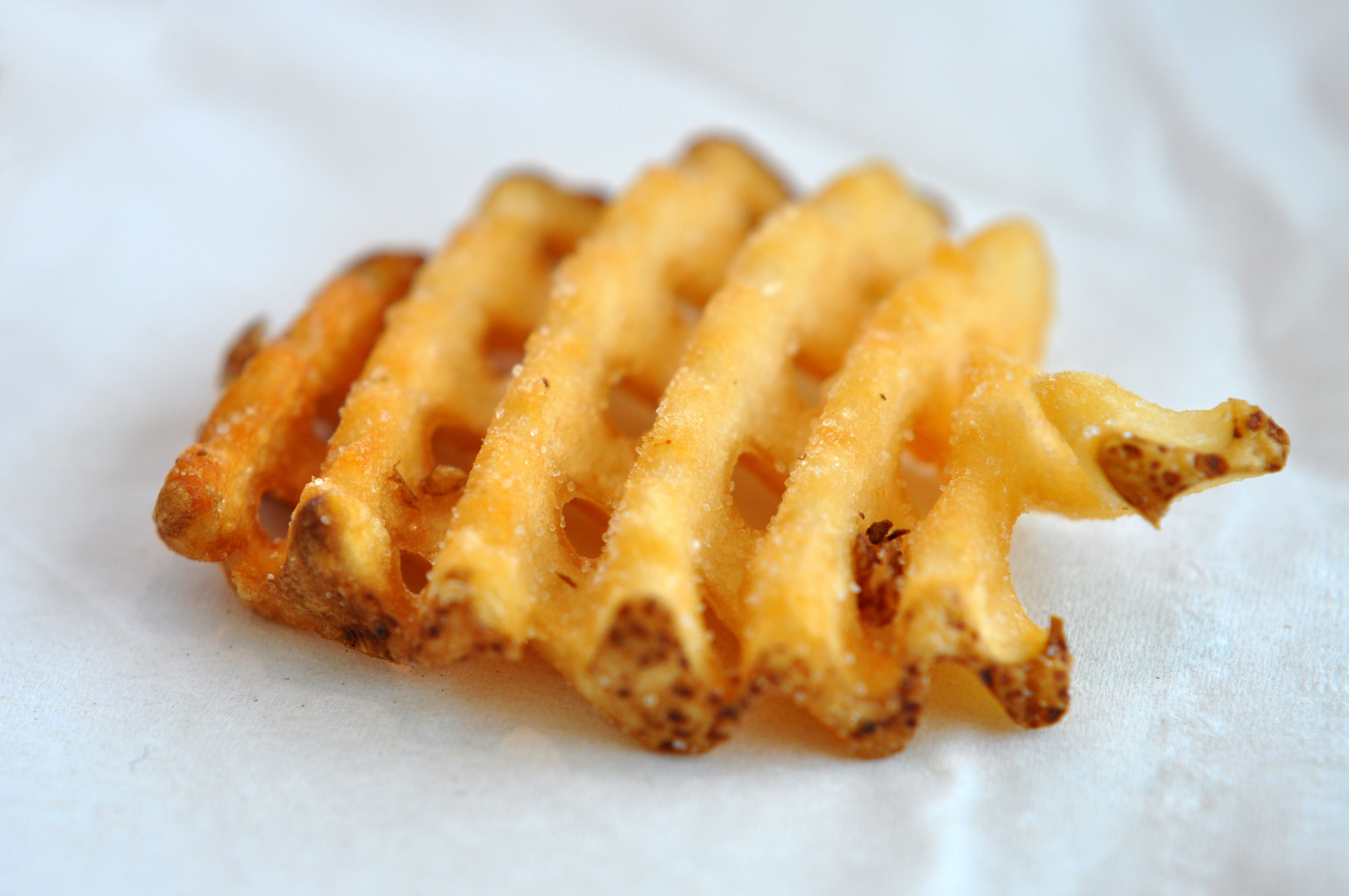
벌집감자
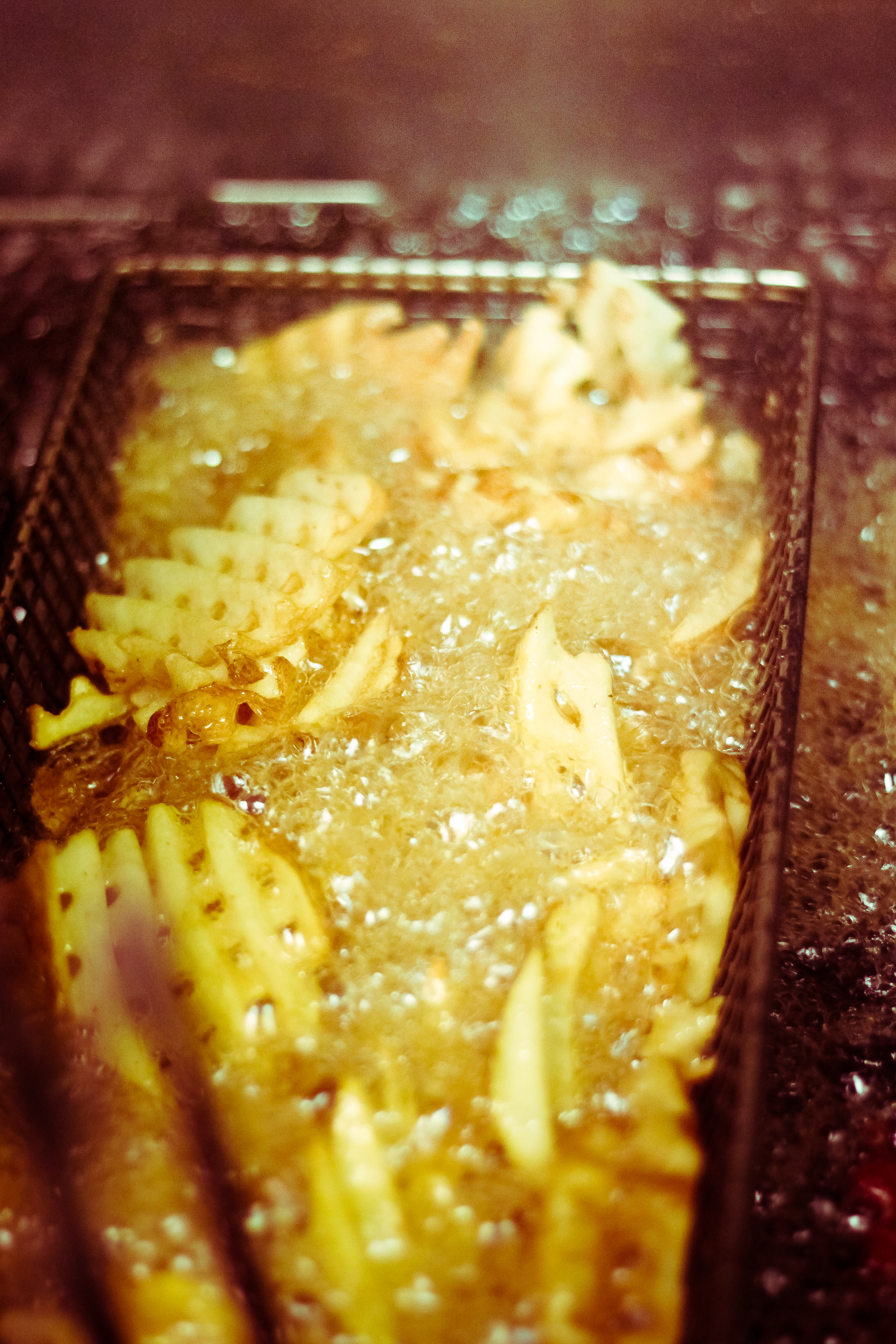
벌집감자 튀기기

## 같이 보기
- 막대감자
- 용수철감자
- 웨지감자
- 주름감자